# Partito Croato dei Diritti
Il Partito Croato dei Diritti (in croato Hrvatska stranka prava, HSP) è un partito politico croato di estrema destra di ispirazione neofascista, nazionalista e di destra populista.

## Storia
L'HSP venne costituito, nelle idee dei suoi fondatori, come continuazione del Partito dei Diritti. Nelle guerre jugoslave l'HSP ebbe un ruolo di primo piano, in quanto andò a costituire delle Forze di difesa croate (Hrvatske obrambene snage, HOS), che nell'acronimo richiamavano una forza militare dello Stato Indipendente di Croazia. Le HOS vennero accusate di crimini contro l'umanità per le loro azioni militari.
Alle politiche del 1992, l'HSP ottenne il 7,1% dei voti e 5 seggi. Negli anni '90 il partito visse la spaccatura tra il presidente Dobroslav Paraga ed il suo vice Anto Đapić. I due si contesero la guida del partito e Paraga, sconfitto, diede vita ad una scissione fondando il Partito Croato dei Diritti 1861 (HSP 1861), che non ha avuto alcune seggio nelle elezioni successive. Alle politiche del 1995 è sceso al 5%, eleggendo 4 deputati. Alle politiche del 2000, l'HSP ha mantenuto sostanzialmente la stessa percentuale di voti, eleggendo 5 deputati. Tra il 1990 ed il 2000 l'HSP, nonostante i forti sentimenti nazionalisti dei croati, non è riuscito mai ad eleggere più di 5 deputati a causa della forte concorrenza dell'Unione Democratica Croata di Franjo Tuđman, anch'essa nazionalista ed ininterrottamente al governo.
Alle politiche del 2003, l'HSP si è presentato in una lista unitaria con il Partito di Međimurje ed il Partito Democratico di Zagorje, regionalisti conservatori. La lista unitaria ha conseguito il 6,4% dei voti ed ha eletto 8 seggi (7 HSP e un indipendente). La crescita dell'HSP è stata determinata dal malcontento verso l'uscente governo di centro-sinistra (SDP, LIBRA, IDS).
Alle elezioni parlamentari in Croazia del 2007, però, l'HSP, a causa di alcune scissioni interne e al rafforzamento dell'HDZ di Ivo Sanader, crollò al 3,5% ottenendo un solo seggio.
In occasione delle elezioni parlamentari del 2011, l'HSP è in competizione con il Partito Croato dei Diritti dr. Ante Starčević (HSP-AS), fondato nel 2009 da alcuni dissidenti dell'HSP.
L'HSP ha ottenuto il 3,0%, non ottenendo alcun seggio mentre HSP-AS ha conquistato il 2,8% e grazie al sistema elettorale ha ricevuto un parlamentare.
Con il definitivo ingresso della Croazia nell'Unione Europea, nel luglio del 2013 si svolgono le prime elezioni europee. L'HSP, che si presenta da solo ottiene l'1,39% e nessun seggio. L'HSP-AS invece si presenta in coalizione con il centro-destra ed elegge un deputato. Alle successive europee del 2014 l'HSP forma una coalizione con altri movimenti chiamata "Alleanza per la Croazia". La lista ottiene il 6,88% ma nessun seggio. L'HSP-AS conferma invece la coalizione con l'HDZ e il seggio.

## Risultati elettorali
| Elezione                                  | Voti    | %    | Seggi   |
| ----------------------------------------- | ------- | ---- | ------- |
| Parlamentari 1992                         | 186.000 | 7,07 | 5 / 138 |
| Parlamentari 1995                         | 121.095 | 5,01 | 4 / 127 |
| Parlamentari 2000 (con HKDU)              | 153.708 | 5,30 | 4 / 151 |
| Parlamentari 2003                         | 158.073 | 6,38 | 8 / 152 |
| Parlamentari 2007                         | 86.863  | 3,50 | 1 / 153 |
| Parlamentari 2011                         | 72.360  | 3,07 | 0 / 151 |
| Europee 2013                              | 10.317  | 1,39 | 0 / 12  |
| Europee 2014 (in Alleanza per la Croazia) | 63.437  | 6,88 | 0 / 11  |
| Parlamentari 2015 (con HKS e OS)          | 14.101  | 0,63 | 0 / 151 |
| Parlamentari 2016 (con HČSP e ABH)        | 13.180  | 0,69 | 0 / 151 |
| Europee 2019 (con NHR)                    | 46.970  | 4,37 | 0 / 11  |
| Parlamentari 2020 (con NHR)               | 7.266   | 0,44 | 0 / 151 |
| Parlamentari 2024 (con HS e HB)           | 18.128  | 0,85 | 0 / 151 |
| Europee 2024 (con NHR e Most)             | 30.155  | 4,01 | 0 / 11  |